# كارل شورتز
كارل كريستيان شورتز (بالإنجليزية: Carl Schurz)‏ (2 مارس 1829 - 14 مايو 1906) هو ثوري ألماني ورجل دولة أمريكي وصحفي ومصلح. هاجر إلى الولايات المتحدة بعد الثورات الألمانية عامي 1848-1849 وأصبح عضوا بارزا في الحزب الجمهوري. خدم كجنرال في الاتحاد في الحرب الأهلية الأمريكية، وساعد في تأسيس الحزب الجمهوري الليبرالي قصير العمر، وأصبح من الدعاة البارزين لإصلاح الخدمة المدنية. مثل شورتز ولاية ميزوري في مجلس الشيوخ الأمريكي وكان وزير الداخلية الأمريكي الثالث عشر.

## بدايات حياته
ولد شورتز في مقاطعة الراين في بروسيا وتعلم في جامعة بون، وحارب من أجل الإصلاحات الديمقراطية في الثورات الألمانية في الفترة 1848-1849. هرب إلى فرنسا بعد أن قمعت بروسيا الثورة ثم هاجر إلى لندن عندما أجبرته الشرطة على مغادرة فرنسا. هاجر بعدها إلى الولايات المتحدة مثل العديد من رفاقه الثوريين، واستقر في ووترتاون، ويسكونسن في عام 1852. نجح في امتحان نقابة المحاماة في ويسكونسن وأسس مكتب محاماة في ميلووكي. أصبح شورتز مناصرا للحركة المناهضة للرق وانضم إلى الحزب الجمهوري، ولم يفلح في ترشحه لمنصب نائب حاكم ولاية ويسكونسن. مثل بعدها الولايات المتحدة في إسبانيا لفترة وجيزة، ثم خدم كجنرال في الحرب الأهلية وقاتل في معركة جيتيسبيرغ وغيرها من المعارك الكبرى.

## العمل السياسي
أسس شورتز بعد الحرب صحيفة في سانت لويس بولاية ميزوري وفاز بانتخابات مجلس الشيوخ، وأصبح أول أميركي ألماني المولد ينتخب إلى تلك الهيئة. انفصل شورتز عن الرئيس الجمهوري يوليسيس غرانت، وساعد في تأسيس الحزب الجمهوري الليبرالي. دافع الحزب عن إصلاح الخدمة المدنية وعارض جهود غرانت لحماية الحقوق المدنية للسود في جنوب الولايات المتحدة خلال عصر إعادة الإعمار. ترأس شورتز المؤتمر الجمهوري الليبرالي لعام 1872، الذي ترشح ببطاقة جابهت جرانت في انتخابات الرئاسة عام 1872. خسر شورتز محاولته الشخصية لإعادة انتخابه عام 1874 واستأنف مسيرته كمحرر صحفي.
فاز المرشح الجمهوري رذرفورد هايز في الانتخابات الرئاسية عام 1876، وعين شورتز وزيرا للداخلية. سعى شورتز لجعل توظيفات الخدمة المدنية مبنية على أساس الجدارة بدلا من العلاقات السياسية وساعد على منع نقل مكتب الشؤون الهندية إلى وزارة الحرب.

## حياته اللاحقة
انتقل شورتز إلى مدينة نيويورك بعد أن ترك هايز منصبه في عام 1881 وعمل لفترة وجيزة كمحرر لصحيفة نيويورك إيفينينغ بوست و ذا نيشن، وأصبح لاحقا محررا في مجلة هاربرز ويكلي. وظل نشطا في السياسة وقاد حركة موغوامب التي عارضت جيمس جي بلين في الانتخابات الرئاسية عام 1884. وعارض شورتز توجه وليام جيننغز بريان نحو ثنائية المعدن (استخدام الذهب والفضة للنقود) في الانتخابات الرئاسية عام 1896، لكنه دعم حملة بريان المناهضة للإمبريالية في انتخابات الرئاسة عام 1900. توفي شورتز في مدينة نيويورك في عام 1906.

## روابط خارجية
- كارل شورتز على موقع الموسوعة البريطانية (الإنجليزية)